# Volo Aeroflot 15
Il volo Aeroflot 15 (in russo Рейс 15 Аэрофлота?, Reys 15 Aeroflota) era un volo passeggeri partito dall'aeroporto di Mosca-Domodedovo, Mosca, con destinazione l'Aeroporto di Petropavlovsk-Kamčatskij, Elizovo, facente scalo all'aeroporto di Eemel'janovo, Kraj di Krasnojarsk, che si schiantò il 29 febbraio 1968 in rotta per Petropavlovsk. Tutti gli occupanti, tranne uno, rimasero uccisi nell'incidente.

## L'aereo
Il velivolo coinvolto era un Ilyushin Il-18D (numero di fabbrica 187010601, seriale 106-01) registrato come CCCP-74252. Prodotto dallo stabilimento Znamja Truda il 29 dicembre 1967 ed è stato trasferito alla Direzione dell'Aviazione Civile dell'Estremo Oriente di Aeroflot, che il 12 gennaio 1968 lo inserì nella squadriglia aerea di Chabarovsk. Era equipaggiato con quattro motori turboelica AI-20 prodotti dal Progress ZMKB intitolato ad Aleksandr Georgievič Ivčenko. Al momento dell'incidente, l'aereo aveva accumulato appena 328 ore di volo in 89 cicli di pressurizzazione.

## L'equipaggio
L'equipaggio della cabina di pilotaggio era composto da:
- Comandante Evgenij Andreevič Berežnov
- Primo ufficiale Vladimir Georgievič Čebotanov
- Navigatore Venedikt Evgen'evič Dernov
- Ingegnere di volo Nikolaj Ivanovič Vasil'ev
- Operatore radio Ivan Michajlovič Paščenko

Gli assistenti di volo Ljuubov' Semënovna Martynenko, Galina Sergeevna Lobanova, Nadežda Gavrilovna Kučerjavaja e Alla Georgievna Vnukova prestavano servizio in cabina passeggeri.

## L'incidente
Il volo completò con successo la tratta Mosca-Emel'janovo. Alle 22:03 (17:03 ora di Mosca), l'Il-18 decollò alle 22:03 (17:03 MSK) da Emel'janovo con 75 passeggeri (64 adulti e 11 bambini, di cui 2 non registrati) e 9 membri dell'equipaggio a bordo. Dopo aver completato le procedure di decollo, l'aereo mantenne un'altitudine di 26 000 piedi (7 900 m). Alle 22:37, i piloti si collegarono con il controllo del traffico aereo di Bratsk. Le condizioni meteorologiche furono riportate come normali in quel momento. Il controllore riferì ai piloti che distavano 234 chilometri dall'aeroporto con un rilevamento di 270° gradi. L'equipaggio confermò di aver ricevuto le informazioni, affermando di trovarsi a un'altitudine di 26 000 piedi (7 900 m) e di stare volando a 780 km/h, prevedendo di sorvolare l'aeroporto di Bratsk verso le 18:06.
Alle 22:38:38 successe qualcosa che indusse i piloti a portar giù improvvisamente il loro aereo. La situazione a bordo si evolse in una vera e propria emergenza alle 22:41:28. Quando l'Ilyushin era a un'altitudine di 10 000 piedi (3 000 m), i controllori rilevarono una breve trasmissione incomprensibile alle 22:43:12 proveniente da quest'ultimo, che gli investigatori supposero si riferisse molto probabilmente allo stato del velivolo. I piloti portarono involontariamente l'aereo più in basso, fino al raggiungimento di una velocità eccessiva mentre cercavano di correggere il beccheggio. Il segnale "allacciare le cinture di sicurezza" si accese e ad un certo punto l'aereo si capovolse. Ad un'altitudine di 3 000 piedi (910 m) e ad una velocità di 890 km/h, l'Il-18D iniziò a disintegrarsi, e alle 22:43:47 si schiantò a 13 chilometri da Parčum e 165 chilometri a ovest dell'aeroporto di Bratsk nella taiga. L'unico sopravvissuto fu un giovane soldato trovato vivo ma ferito sul luogo dell'incidente.

## Cause
L'indagine ipotizzò che un'emergenza a bordo avesse causato la discesa, e così facendo l'equipaggio perse il controllo dell'aereo quando il motore numero tre smise di funzionare. L'esame dell'ala sinistra mostrò prove di una perdita di carburante, che si presume causò un incendio a bordo; quella parte dell'ala non era dotata di sistemi di rilevamento o di estinzione incendi. Tuttavia, la commissione responsabile delle indagini respinse l'ipotesi di un incendio, affermando che la causa esatta dell'emergenza era sconosciuta.